# Sekai no Owari
I Sekai no Owari (lett. "Fine del mondo", e per questo conosciuti anche come End of the World), sono un gruppo musicale pop giapponese formatosi a Tokyo nel 2007 e composto da quattro membri: Nakajin (chitarra), Fukase (voce e chitarra), Saori (pianoforte) e DJ Love (disc jockey).

## Storia del gruppo

### 2000-2009: origini e formazione
Conoscenti fin dall'infanzia, Nakajin e Fukase strinsero un forte legame d'amicizia durante gli anni delle scuole medie, perdendosi però di vista una volta che iniziarono a frequentare due scuole superiori differenti. I due si incontrarono nuovamente anni dopo, iniziando dal 2005 a fare musica insieme. A loro si unirono successivamente DJ Love e la pianista Saori, entrambi amici d'infanzia dei due. Il gruppo iniziò a esibirsi in una piccola sala concerti chiamata "Club Earth", un'ex fabbrica rammodernata e poi gestita dagli stessi componenti del gruppo, i quali spesero tra le sue mura gran parte dell'adolescenza.
I quattro iniziarono come cover band di gruppi quali Bump of Chicken, Ging Nang Boyz, The Band Apart e Southern All Stars, prima di cimentarsi nella produzione e composizione di brani originali. Il nome del gruppo venne scelto da Fukase dopo un periodo difficile della sua vita, durante il quale egli arrivò a pensare che «il [suo] mondo stesse per finire». Secondo il cantante «una volta che si tocca il fondo si deve trovare un modo per risalire» e dato che la musica si rivelò essere la sola e unica cosa che avrebbe voluto fare nella vita, scelse il nome Fine del mondo in modo da «creare quella forza [di cui aveva bisogno] attraverso la musica».
Nel 2008 DJ Love decise di abbandonare il gruppo, venendo sostituito dall'attuale DJ del gruppo, il quale ne ereditò lo pseudonimo.
Nel 2009, con la nuova formazione, il gruppo pubblicò il suo primo eponimo demo autoprodotto, che venne distribuito per un totale di 1 000 copie. Nel frattempo, il gruppo tenne il primo live al Club Earth davanti a quindici spettatori paganti.

### 2010-2012:EartheEntertainment
All'inizio del 2010 il gruppo firmò un contratto con l'etichetta indipendente Lastrum pubblicando contestualmente i singoli Maboroshi no inochi e Tenshi to akuma/Fantasy, inframmezzati dall'uscita del primo album in studio Earth. Il disco ottenne discreto successo, venendo altresì certificato con il secondo premio nella terza edizione dei CD Shop Awards. A ciò seguirono due tour promozionali tenutisi in primavera e in autunno.
Con la pubblicazione del primo album la popolarità del gruppo tra gli appassionati di musica giapponesi aumentò notevolmente, attirando l'interesse degli addetti ai lavori che non tardarono a intuire le potenzialità di una band fino a quel momento sconosciuta. Nel 2011 i quattro firmarono così un contratto con la major Toy's Factory. Il lavoro che ne seguì fu Entertainment, pubblicato nel 2012, da cui vennero estratti i singoli Inori, Starlight Parade e Nemuri hime. Per promuovere il disco il gruppo organizzò tra il 2011 e il 2013 quattro tournée in Giappone, suonando inoltre per la prima volta al Nippon Budokan e partecipando per la prima volta alla popolare trasmissione Music Station. Nel novembre del 2012 Entertainment venne premiato come miglior album dell'anno ai Japan Record Awards.

### 2013-2016:Tree

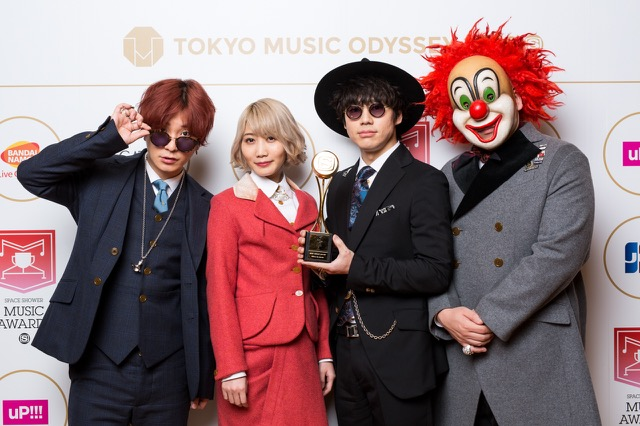
I Sekai no Owari alla cerimonia di premiazione degli Space Shower Awards nel 2016

Tra l'aprile del 2013 e l'ottobre del 2014 i Sekai no Owari pubblicarono i singoli RPG, Show Magic Fantasy, Honoo to mori no carnival e Dragon Night (quest'ultimo prodotto in collaborazione con il DJ olandese Nicky Romero), i quali anticiparono la pubblicazione del terzo album in studio della band Tree, uscito nei negozi il 14 gennaio 2015, a circa tre anni di distanza dal loro ultimo lavoro. Il disco ottenne un buon successo, classificandosi al primo posto della classifica Oricon con circa 250 000 copie vendute nella prima settimana.
Nel frattempo, i quattro avevano organizzato il loro primo concerto-evento all'aperto, attirando in tre giorni circa 60.000 persone. Nell'ottobre del 2014, invece, il gruppo aveva collaborato con Owl City al brano Tokyo, successivamente incluso nella versione giapponese dell'album Mobile Orchestra. La collaborazione tra Sekai no Owari e Owl City continuò anche nei mesi successivi con la partecipazione del progetto ideato da Adam Young al secondo concerto-evento prodotto dalla band giapponese, e con l'incisione di un nuovo brano dal titolo Mr. Heartache.
Nell'estate del 2014 il gruppo si esibì allo Stadio Olimpico di Tokyo insieme ad altri artisti musicali giapponesi in un ultimo concerto prima della sua demolizione in vista della ricostruzione per le Olimpiadi del 2020.
In dicembre i quattro si guadagnarono la prima partecipazione al popolare show televisivo della NHK Kōhaku uta gassen, mentre nel luglio del 2015 tennero una serie di due concerti al Nissan Stadium, i quali videro la partecipazione di Austin Mahone come special guest.
Nel stesso periodo il gruppo ha collaborato con il franchise de L'attacco dei giganti firmando il tema musicale dei due live action usciti nelle sale giapponesi nell'estate del 2015. Anti-hero, prodotta da Dan the Automator, ha fatto parte della colonna sonora del primo film, mentre S.O.S., prodotta da Ken Thomas, è stata inclusa nella seconda pellicola.

## Progetto "End of the World"
All'inizio del 2013 il gruppo ha stretto una partnership ufficiale con una delle società di maggior spicco nel settore dell'intrattenimento, la Live Nation Entertainment, al fine di espandere le loro attività a livello globale. Come risultato la band si è esibita per la prima volta all'estero in occasione della Live Nation Night a Cannes, in Francia, il 27 gennaio.
Inoltre, in occasione dei concerti fuori dal Giappone, il gruppo spesso si esibisce sotto il nome di "End of the World" (traduzione letterale del nome originale in lingua inglese), con Fukase che si fa chiamare "Peace" e Nakajin che si fa chiamare "1".

## Stile e influenze

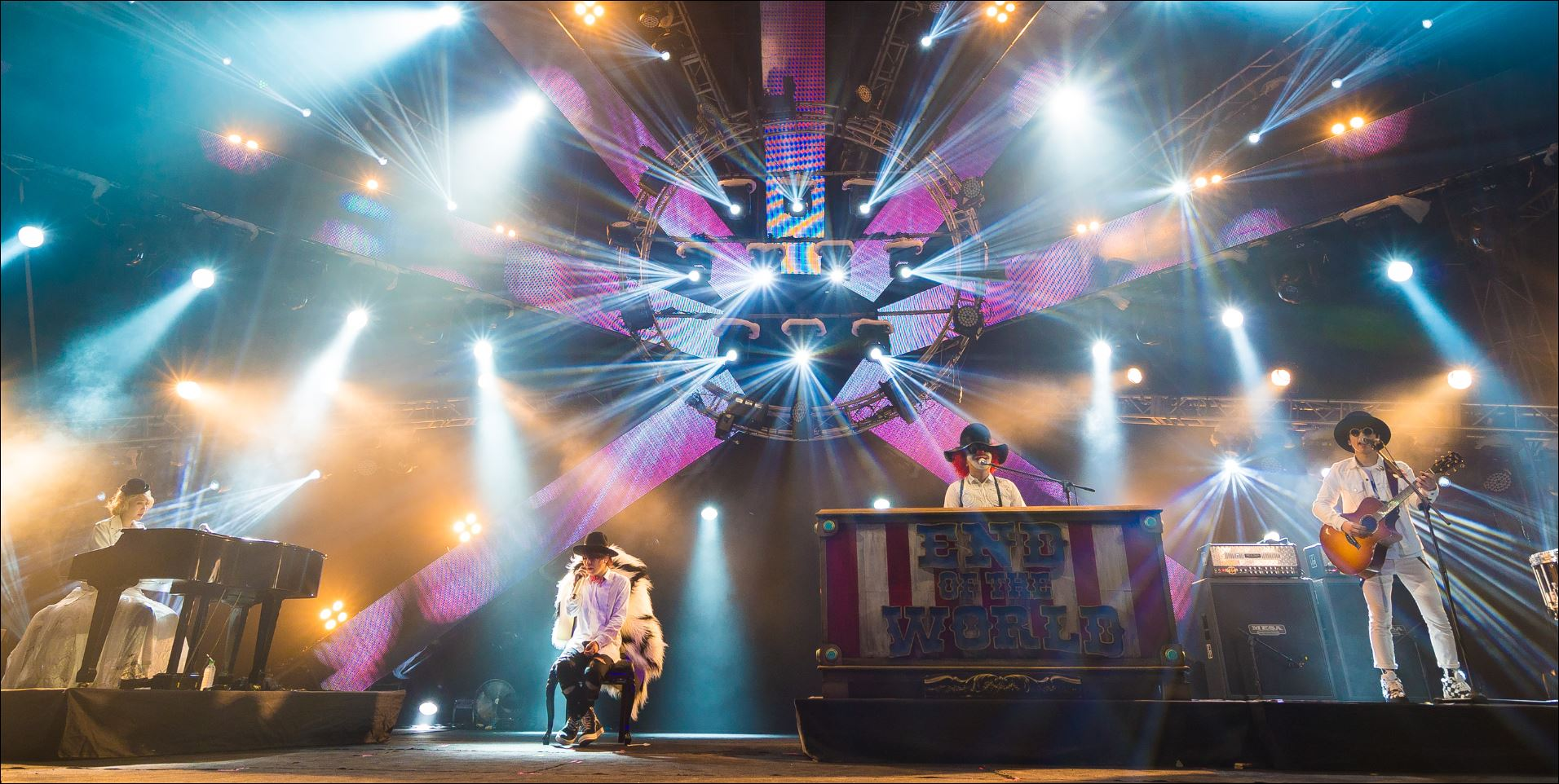
I Sekai no Owari dal vivo nel 2015

Lo stile musicale dei Sekai no Owari incorpora elementi tipici di generi molto diversi tra loro, dal pop alla musica classica, passando per l'EDM e l'indie rock. I loro brani spesso presentano testi profondi, anche su argomenti controversi, a cui fanno da contraltare melodie orecchiabili dalla forte impronta pop. Uno dei temi più utilizzati dalla band è la "speranza", che ricorre spesso in brani quali Mermaid Rhapsody, RPG, Earth Child e Play, mentre sono rari i testi che raccontano di sofferenza e storie d'amore.
Il gruppo è noto soprattutto per le sue esibizioni dal vivo, per le quali hanno ottenuto consensi dall'intera industria musicale giapponese. Fukase e Saori sono coloro incaricati di decidere il tema dei vari spettacoli, i quali spesso incorporano elementi caratteristici del genere fantasy. Per questo motivo i Sekai no Owari sono stati definiti capaci di «trasmettere un forte impatto sia a livello musicale che a livello visivo».
Lo stile musicale unico dei Sekai no Owari si riflette nell'ampia gamma di generi musicali da cui i quattro musicisti giapponesi hanno tratto ispirazione per le loro composizioni. Prima che la band si formasse, Nakajin e Fukase erano soliti ascoltare soprattutto musica punk rock di gruppi quali NOFX e Rancid, mentre DJ Love ha ammesso di aver iniziato a fare musica dopo aver acquistato e ascoltato un disco dei Rage Against the Machine durante le scuole medie. Inizialmente il gruppo nacque come cover band di artisti giapponesi quali Bump of Chicken, Ging Nang Boyz, The Band Apart e Southern All Stars e i quattro impiegarono tre anni prima di decidere quale tipo di musica fosse più adatta alle loro esigenze. In tempi più recenti, Nakajin ha dichiarato di trarre particolare ispirazione dalla musica per videogiochi, mentre Fukase ha ammesso di apprezzare lo stile canoro di Owl City e Justin Bieber.

## Filantropia
All'indomani del terremoto e maremoto del Tōhoku del 2011 i Sekai no Owari hanno lanciato una campagna di assistenza umanitaria denominata Stay Strong, organizzata in collaborazione con il programma radiofonico di Tokyo FM School of Lock. La campagna consiste principalmente nella vendita di braccialetti durante i vari spettacoli dal vivo della band, i cui ricavati vanno interamente in beneficenza. A ottobre 2014, la somma ricavata era di circa 22 milioni di yen.

## Formazione
Di seguito vengono riportati i componenti del gruppo e il loro ruolo all'interno della band secondo il sito ufficiale:

### Formazione attuale
- Nakajin, pseudonimo di Shin'ichi Nakajima (中島 真一?, Nakajima Shin'ichi)[44] - leader, sound producer, chitarra (2007–presente)
- Fukase, pseudonimo di Satoshi Fukase (深瀬 慧?, Fukase Satoshi)[44]  - voce, chitarra, concept maker (2007–presente)
- Saori, pseudonimo di Saori Fujisaki (藤崎 彩織?, Fujisaki Saori)[44] - pianoforte, stage producer (2007–presente)
- DJ Love (seconda generazione) - sound selector, DJ, MC (2008–presente)

### Ex componenti
- DJ Love (prima generazione) - DJ (2007-2008)

## Discografia

### Album
- 2009 - Sekai no Owari (demo)
- 2011 - Earth
- 2012 - Entertainment
- 2015 - Tree
- 2019 - Lip
- 2019 - Eye
- 2020 - Chameleon (Come End of The World)

### Singoli
- 2010 - Maboroshi no inochi
- 2010 - Tenshi to akuma/Fantasy
- 2011 - Inori
- 2011 - Starlight Parade
- 2012 - Nemuri hime
- 2013 - RPG
- 2014 - Show Magic Fantasy
- 2014 - Honoo to mori no carnival
- 2015 - Dragon Night
- 2015 - Anti-hero
- 2015 - S.O.S.

### Album video
- 2011 - 2010.12.23 Shibuya C.C. Lemon Hall
- 2013 - Arena Tour 2013 "Entertainment" in Yoyogi National Gymnasium
- 2014 - Honoo to mori no carnival in 2013
- 2015 - Tokyo Fantasy Sekai no Owari

## Tournée
- 2010 - Heart the Earth Tour
- 2010 - Aki no one-man tour 2010
- 2011 - Sekai no Owari tour 2011
- 2012 - Zepp Tour 2012 "Entertainment"
- 2012 - Hall Tour 2012 "Entertainment"
- 2013 - Arena Tour 2013 Entertainment"
- 2013 - Honoo to mori no carnival
- 2014 - 6tsuki 21nichi arena tour 2014 "Honoo to mori no carnival - Starland-hen" Supported by OXY
- 2014 - Tokyo Fantasy
- 2015 - Twilight City
- 2016 - The dinner